# Pierre Giguère
Pour les articles homonymes, voir Giguère.
Pierre Giguère est un agriculteur et homme politique québécois, qui a été élu député à l'Assemblée nationale du Québec lors de l'élection générale québécoise de 2014. 

## Biographie
Fils de Henri Giguère et de Rose-Alma Lafrenière, onzième d'une famille de douze enfants, Pierre Giguère est la 3e génération d'agriculteur sur la ferme ancestrale de Albert Giguère.  Il a d'abord exploité la ferme laitière jusqu'en 1999 où il s'est spécialisé en production bovine de type vache-veau et semi-finition. Il a été conseiller municipal et membre du comité exécutif de la ville de Shawinigan. Il est également un membre actif de l'Union des producteurs agricoles du secteur Val-Mauricie (maintenant UPA des Chenaux). 
Il représente la circonscription électorale de Saint-Maurice en tant que membre du Parti libéral du Québec de 2014 à 2018. Il avait auparavant été candidat dans la même circonscription pour la Coalition avenir Québec, aux élections générales de 2012. 

## Résultats électoraux
|                                                                                               | Nom                      | Parti               | Nombre de voix | %      | Maj.  |
| --------------------------------------------------------------------------------------------- | ------------------------ | ------------------- | -------------- | ------ | ----- |
|                                                                                               | Marie-Louise Tardif      | Coalition avenir    | 16 260         | 45,4 % | 8 820 |
|                                                                                               | Pierre Giguère (sortant) | Libéral             | 7 440          | 20,8 % | -     |
|                                                                                               | Jacynthe Bruneau         | Parti québécois     | 5 611          | 15,7 % | -     |
|                                                                                               | Christine Cardin         | Québec solidaire    | 5 414          | 15,1 % | -     |
|                                                                                               | Ugo Hamel                | Conservateur        | 639            | 1,8 %  | -     |
|                                                                                               | Jacques Gosselin         | Citoyens au pouvoir | 444            | 1,2 %  | -     |
| Total                                                                                         | Total                    | Total               | 35 808         | 100 %  |       |
| Le taux de participation lors de l'élection était de 63,8 % et 888 bulletins ont été rejetés. |                          |                     |                |        |       |